# Xyletobius mundus
Xyletobius mundus är en skalbaggsart som beskrevs av Perkins 1910. Xyletobius mundus ingår i släktet Xyletobius och familjen trägnagare. Inga underarter finns listade i Catalogue of Life.